# 電車男
《電車男》是一個在日本網路論壇2ch發生的故事，後來一連串網友間充滿網路語言的對話及ASCII藝術塗鴉的留言紀錄被集結成書，又被改編成電影、電視劇、漫畫、話劇等。

## 故事簡介
2004年3月14日的晚上，有位網友在2ch內的「獨身男性版」 （網友稱為「毒男版」）留言，他說他在鐵路列車（日文寫作「電車」）上救了一個被醉漢性騷擾的女性。該網友後來署名為電車男將進展發表到論壇上。多天後，該女性寫信答謝了電車男，並送了一對愛瑪仕茶杯，所以網友和電車男稱該女性為愛瑪仕小姐。由於電車男的孤僻性格使然，除了工作外，就是逛秋葉原以及沉浸在動漫畫的世界，沒有與女性交談來往的經驗，面對女性會害羞，因此他便上2ch發言向眾網友求援，眾網友紛紛獻策，並且為電車男加油打氣。直至5月9日，他在網上留言宣佈成功追求愛瑪仕小姐，眾網友都為他送上祝福。

## 出版成書
日本的出版社新潮社在2004年10月22日，將電車男與網友在兩個月間的留言記錄出版成書（ISBN 4104715018），由於是收集不特定人的發言集結成書，所以將作者署名為“中野獨人”（なかのひとり，Nakano Hitori）。取此名的原因，眾說紛云，有人認為「中野獨人」這個名字取其“其中一人”（中の一人、读音亦为“なかのひとり”）之意，也有人認為「中野獨人」可能就是電車男的本名，更有人說是新潮社某位員工的名字。
《電車男》正體中文翻譯版（ISBN 9570086548）在2005年4月，由台灣皇冠文化集團的平裝本出版有限公司出版，涂愫芸翻譯；簡體中文版（ISBN 7-80668-926-5）則在2005年5月，由中國上海學林出版社出版，李曉光、曹建南翻譯。

## 跨媒體
《電車男》故事除了出版成書外，還有被改編成電影、電視劇、舞台劇和漫畫，此外還有話劇、CD等出版品。

### 電影
電影於2005年6月4日在日本上映，由村上正典執導，山田孝之主演，東寶出品。主題曲是由橘子新乐园主唱的《愛的大行進》。此電影已分別於同年的8月26日在台灣、10月6日在香港放映。

### 電視劇
《電車男》電視劇於2005年7月7日在日本富士電視台的「星期四劇場」開始播放，電車男和愛瑪仕小姐在電視劇中有了“本名”，也加入原書中所沒有的更多人物。主要角色分別為山田剛司（電車男/OTAKU，伊藤淳史飾）和青山沙織（愛瑪仕小姐，伊東美咲飾）。該劇分別於2006年1月24日起在台灣緯來日本台播放，2006年12月13日起重播；2006年4月15日起在香港無線電視翡翠台日粵雙語播映，片頭曲亦改為《Start Me @ Starting Love》。2007年4月30日起，則在中国安徽卫视播出。
由於《電車男》於2005年在日本掀起熱潮，大結局更取得25.5%的好成績，富士電視台決定開拍2小時特別版《電車男DX最後的聖戰》，並將於2006年9月在日本播出。當中更新加入一個型男角色，曾拍古裝劇《大奧》的北村一輝，將與「電車男」伊藤淳史，爭奪「愛瑪仕小姐」伊东美咲的芳心。故事講述電車男與愛瑪仕小姐相戀一年後，電車男準備向愛瑪仕求婚。另一方面愛瑪仕爺爺的公司面臨危機，IT才俊北村一輝出現擔任社長挽救公司，他更情傾愛瑪仕小姐。本篇於2006年12月28日起在台灣緯來日本台播放，2007年1月27日無綫收費電視無綫劇集台日粵雙語播映，片頭曲亦因版權關係改為《Start Me @ Starting Love》。
此外電視劇內制作虛構動畫《月面兔兵器米娜》，除了被製成片頭動畫內，此外還制作了一集的OVA，更於2007年1月13日正式成為電視動畫於富士電視台播出。

### 話劇
《電車男》話劇在2005年8月5日起在日本各地公演。

### 漫畫
《電車男》的改編漫畫版在日本多家出版社由不同漫畫家執筆連載。
- ：漫畫家原秀則於2005年在雜誌《週刊 Young Sunday》連載。
- 《電車男加油吧！毒男！》、全3冊、原名、〈漫畫・道家大輔〉
- 《電車男：那麼，我要出發囉》、全3冊、原名、〈漫畫・渡辺航）
- 、全1冊、〈漫畫・）

## 外部連結
- 電車男　まとめサイト （页面存档备份，存于） 書籍版內容的全文
- 電車男＠全過去ログ（ミラー） 電車男故事留存的發言記錄
- 新潮社書籍介紹網站
- 皇冠出版社 （页面存档备份，存于）（中文）
- 電視劇官方網站 （页面存档备份，存于）
- 電影官方網站 （页面存档备份，存于）

### 求證、書評網站
- 日本Amazon網路書店的線上書評 （页面存档备份，存于）（日語）
- 電車男的時刻表（求證網站） （页面存档备份，存于）（日語）
- 「2ちゃんねる」著作権侵害問題（著作權問題的求證網站）（日語）
- しろはた 電車男的“陰謀論”（日語）